# Ana Maria Rangel
Ana Maria Rangel (n. Río de Janeiro, 21 de mayo de 1957) es una política brasileña. 
Fue candidata a las elecciones presidenciales del 2006 por el Partido Republicano Progresista (Partido Republicano Progressista). Obtuvo el 0.13% de los votos. 
En 2014 fue precandidata del Partido Ecológico Nacional de Brasil.